# 李㴱
李㴱（1470年—？），字淵之，金吾右衛人，軍籍，明朝政治人物。

## 生平
順天府鄉試第八十名舉人。弘治十五年（1502年）中式壬戌科會試第二百五十二名，三甲第一百六十三名進士。

## 家族
曾祖李三公；祖父李英；父李讓，知縣。母孫氏。永感下。